# Bloodline (canção de Ariana Grande)
"Bloodline" (estilizada como "bloodline") é uma canção da cantora estadunidense Ariana Grande, contida em seu quinto álbum de estúdio Thank U, Next (2019). Foi composta pela própria em conjunto com Max Martin, Ilya Salmanzadeh e Savan Kotecha, sendo produzida por Martin e Ilya, com a intérprete encarregando-se da produção vocal. A sua gravação ocorreu em novembro de 2018 nos estúdios Wolf Cousins Studios em Estocolmo, e MXM Studios em Los Angeles, Califórnia e Estocolmo.

## Faixas e formatos
| Download digital e streaming |             |         |  |
| N.º                          | Título      | Duração |  |
| 1.                           | "Bloodline" | 3:36    |  |

## Desempenho nas tabelas musicais

### Posições
| Tabela musical (2019)                                  | Melhor posição |
| ------------------------------------------------------ | -------------- |
| Alemanha (Media Control Charts)                        | 42             |
| Austrália (ARIA Charts)                                | 11             |
| Canadá (Canadian Hot 100)                              | 18             |
| Escócia (The Official Charts Company)                  | 39             |
| Eslováquia (IFPI Slovenská Republika)                  | 11             |
| Espanha (Productores de Música de España)              | 61             |
| Estados Unidos (Billboard Hot 100)                     | 22             |
| França (Syndicat National de l'Édition Phonographique) | 97             |
| Hungria (Magyar Hanglemezkiadók Szövetsége)            | 8              |
| Itália (Federazione Industria Musicale Italiana)       | 98             |
| Noruega (VG-lista)                                     | 24             |
| Nova Zelândia (NZ Top 40 Singles)                      | 28             |
| Portugal (Associação Fonográfica Portuguesa)           | 18             |
| Chéquia (IFPI Česká Republika)                         | 26             |
| Singapura (Recording Industry Association Singapore)   | 15             |
| Suécia (Sverigetopplistan)                             | 24             |

## Créditos
Todo o processo de elaboração de "Bloodline" atribui os seguintes créditos:
Gravação e publicação
- Gravada em novembro de 2018 nos Wolf Cousins Studios (Estocolmo) e MXM Studios (Los Angeles, Califórnia e Estocolmo)
- Mixada nos MixStar Studios (Virginia Beach, Virgínia)
- Masterizada nos Sterling Sound (Nova Iorque)
- Publicada pelas empresas Universal Music Corp./GrandAri Music (ASCAP), MXM — administrada pela Kobalt — (ASCAP) e Wolf Cousins (STIM)

Produção